# Грибков, Владимир Алексеевич
Владимир Алексеевич Грибков (30.06.1944 — 30.04.2020) — российский физик, доктор физико-математических наук, профессор, лауреат Государственной премии СССР (1986).

## Биография
Окончил МФТИ (1967).
С 1967 по 2003 год работал в Физическом институте им. Лебедева АН СССР (РАН).
С 1973 г. руководитель новой группы «Плазменный фокус», которая в 1990 году была преобразована в лабораторию физики плотной плазмы (в составе отделения нейтронной физики).
Участвовал в создании самых мощных на то время в мире лазерных и плазменных установок «флора», «пламя» (ФИАН), а также «пф-1000» (Варшава, Польша).
С 2003 года ведущий научный сотрудник Лаборатории № 9 Института металлургии и материаловедения им. А. А. Байкова РАН (ИМЕТ).
Доктор физико-математических наук, профессор.
Специалист в области экспериментальной физики плотной плазмы, диагностики плазмы, физики и техники мощных лазерных систем.
Автор 6 монографий и более 300 научных статей в российских и зарубежных журналах.
Государственная премия 1986 года — за цикл работ «Создание методов лазерной диагностики и исследование высокотемпературной плазмы в физическом эксперименте» (1963—1984).
Сочинения:
- Экспериментальное исследование кумулятивных процессов в плазменном фокусе и лазерной плазме : диссертация … кандидата физико-математических наук : 01.04.03. — Москва, 1974. — 176 с. : ил.
- Физические процессы в сильноточных разрядах типа «плазменный фокус» : диссертация … доктора физико-математических наук : 01.04.08 / Физ. ин-т им. П. Н. Лебедева. — Москва, 1989. — 301 с. : ил.
- История развития и последствия достижения в исследованиях по плазменному фокусу [Текст]. — Москва : б. и., 1979. — [1], 35, [30] с. : ил.; 20 см. — (Препринт / АН СССР, Физ. ин-т им. П. Н. Лебедева. Физика плазмы; № 94).